# Петрозино
Петрозино (итал. Petrosino) — коммуна в Италии, располагается в регионе Сицилия, подчиняется административному центру Трапани.
Население составляет 7458 человек (на 2004 г.), плотность населения составляет 164 чел./км². Занимает площадь 44 км². Почтовый индекс — 91020. Телефонный код — 0923.
Покровительницей коммуны почитается Пресвятая Богородица (Maria SS. delle Grazie). Праздник ежегодно празднуется 31 мая.